# Vaskos tövisnyakúbogár
A vaskos tövisnyakúbogár (Otho sphondyloides) Magyarországon igen ritkán előforduló, öreg erdőkhöz kötődő szaproxilofág bogárfaja, a Pilis erdeiben csak a 2010-es években mutatták ki . A mindenevő bogarak alrendjébe, a tövisnyakúbogár-félék családjába tartozik.